# Бурковська Юлія Віталіївна
Юлія Віталіївна Бурковська (нар.15 грудня 1984, Феодосія, Крим) — українська телеведуча, журналістка, письменниця. Шеф-редакторка видання «uGame». Засновниця ГО «ІКАР» — Інформаційна Колаборація Азартного Ринку. До 2020: телеведуча каналу «Обоз TV», ведуча радіостанції «Європа Плюс», засновниця бізнес-спільноти ЛІГАclub. Авторка курсу тренінгів з розвитку впевненості та відповідального лідерства «GDK».

## Життєпис
Народилася у Феодосії, Крим, в родині інженера з України та економістки з Казахстану. До 5 років родина жила в Алма-Аті, згодом переїхала до України, м. Лебедин Сумської області.
Навчалася в ЗОШ № 6, потім в Сумському державному педагогічному університеті на філологічному факультеті (2000—2005).
Одружена, виховує двох синів і доньку.

## Кар'єра
Телеведуча каналу ОБОЗ TV, веде щоденний авторський слот БурчукLive. Ведуча радіостанції «Європа Плюс». 
Входить до рейтингу «100 успішних українок» видання Ukrainian People.
З 2000 року член літературно-мистецької студії «Орфей». Брала участь у фольклорних експедиціях, які щорічно проводить студія. Працювала радіоведучою на Сумських радіостанціях «Топ-радіо» і «Всесвіт», у 2003 році переїхала до Києва, де вела авторське шоу на мережевій радіостанції «Ніко-ФМ», потім була продюсеркою ранкового шоу «Європа ФМ», вела програми на «Радіо 5» та «Нашому радіо». У 2009 році почала вести програму на Першому Національному телеканалі. Одночасно займалася видавничою діяльністю, відкрила видавництво «Маузер», що серед інших книжок видало антологію поезії двотисячників «Дві Тонни». У 2009 році почала вести радіо-блог «Силіконова Жесть», стала співорганізаторкою всеукраїнського флешмоб-фестивалю «Антонич-фест».
В період 2012—2016 років обіймає посаду продюсерки радіокомпанії «Europa Plus». Роботу керівниці поєднує з веденням програм про бізнес «Фінансовий прайм» та «Люди дії». Займається організацією культурно-розважальних подій, ресторанним бізнесом, реалізовує проєкт медіа-ресторану «РадіоБар» та низку інших. Спеціалізується на маркетингу, продажах та бізнес-комунікаціях.
В 2017 році стає співзасновницею та генеральною директоркою ЛІГАclub — бізнес-спільноти ділового видання Liga.net, що мала за мету оздоровити взаємодію між бізнесом, владою та суспільством та згуртувати активних підприємців в успішну спільноту, надаючи кожному дієві інструменти для впливу й розвитку.

## Громадянська позиція
Навесні 2014 року з початком російської війни проти України Юлія Бурковська як ведуча «Радіо Плюс Київ» започаткувала акцію з уживання мему «На Росії» 7 березня 2014 року.

## Творчість
- Збірка поезії «Опісля Скриптуму», Суми 2002
- Роман «Тра-ля-ля», Київ 2008
- Диск аудіо-поезії «Хлопчик-Дівчинка», Київ 2008